# RBP4

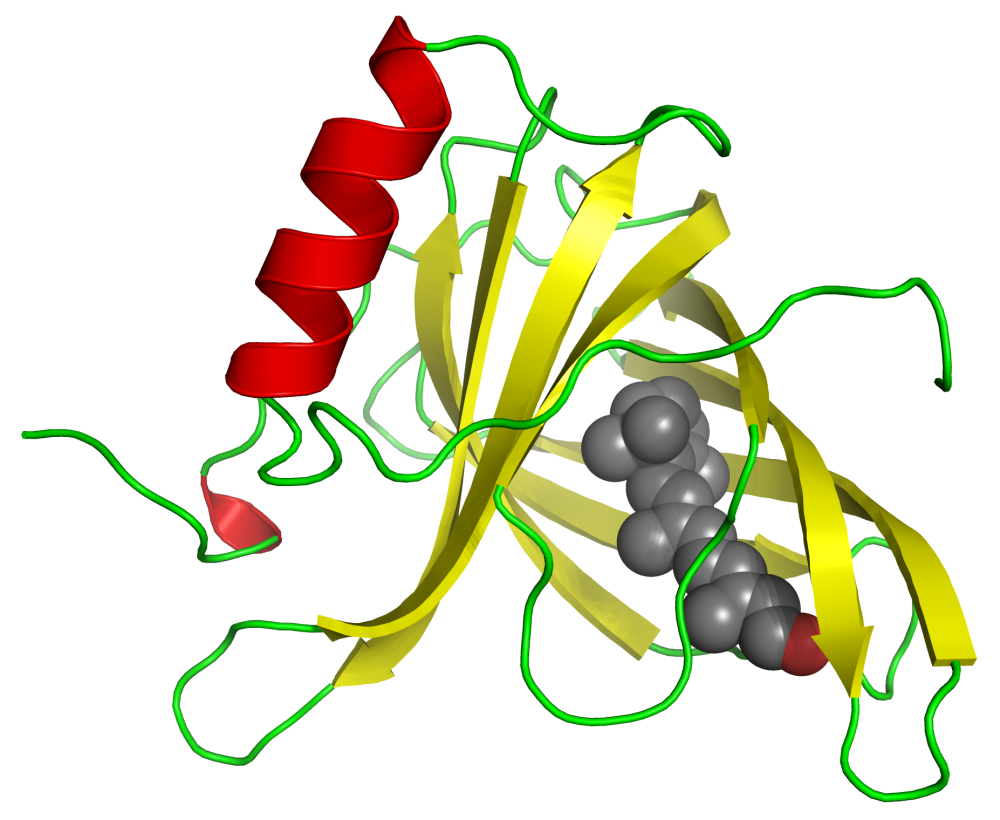
RBP4 créée avec PyMOL et GIMP

Le RBP4 (« retinol binding protein 4 ») est une protéine assurant le transport de la vitamine A (appelée également rétinol).

## Rôle et régulation
Outre son rôle de transport de la vitamine A, elle contribue à l'obésité chez le diabétique de type 2, et ceci même chez l'enfant. L'augmentation de son expression est responsable d'une résistance à l'insuline et est retrouvée en cas de diabète de type 2. Un taux élevé semble être corrélé avec l'existence d'un prédiabète. 
Cette protéine joue un rôle dans l'inflammation.
L'estradiol semble augmenter la production de RBP4 in vitro, ce qui pourrait expliquer le taux augmenté retrouvé chez les femmes porteuses d'un syndrome de Stein-Leventhal (ovaires polykystiques).
Son rôle dans l'athérome est suspecté : son taux est corrélé avec un index d'athérome carotidien et avec le risque de survenue de maladies cardiovasculaires, du moins chez la femme.

## Interventions thérapeutiques
Son taux est diminué en cas de prise de rosiglitazone, un antidiabétique oral, depuis abandonné en raison de ses effets secondaires, mais pas par la prise de pioglitazone. 
Sa concentration diminue également en cas d'amaigrissement,. 